# Костромская государственная сельскохозяйственная академия
Костромская государственная сельскохозяйственная академия (КГСХА) — федеральное государственное бюджетное образовательное учреждение высшего образования.

## История
Создана в соответствии с приказом Министерства высшего образования СССР от 13 августа 1949 года № 1057 как Костромской сельскохозяйственный институт «Караваево». ВУЗ несколько раз переименовывался приказами: Государственного комитета Российской Федерации по высшему образованию от 29 апреля 1994 г. № 355 — в Костромскую государственную сельскохозяйственную академию; Министерства сельского хозяйства и продовольствия Российской Федерации от 17 марта 1997 г. № 108 — в государственное образовательное учреждение Костромскую государственную сельскохозяйственную академию; приказом Министерства сельского хозяйства Российской Федерации от 5 февраля 2002 г. № 84 — в федеральное государственное образовательное учреждение высшего профессионального образования «Костромская государственная сельскохозяйственная академия».
За академией закреплено 144,9 гектаров земли, в том числе 49,3 га — земля опытного поля, 95,6 га — земля, предназначенная для учебных целей. Общая площадь зданий составляет 85,4 тыс. м², в том числе: 40,5 тыс. м² площадь учебно-лабораторной базы, 27,8 тыс. м² — площадь общежитий. В учебном городке размещены 7 основных учебно-исследовательских корпусов, 8 общежитий, 1 столовая, профилакторий. Студентов — 5000, в том числе по очной форме обучения — 3000, аспирантов — 37, соискателей ученой степени кандидата наук — 61, слушателей курсов (школьников) — 339

## Факультеты
- Агробизнеса
- Архитектурно-строительный
- Ветеринарной медицины и зоотехнии
- Инженерно-технологический
- Экономический
- Электроэнергетический